# Cheilanthes namaquensis
Cheilanthes namaquensis är en kantbräkenväxtart som först beskrevs av Bak., och fick sitt nu gällande namn av Schelpe och N.C.Anthony. Cheilanthes namaquensis ingår i släktet Cheilanthes och familjen Pteridaceae. Inga underarter finns listade.